# Eofelis
Eofelis és un gènere extint de mamífers carnívors de la família dels nimràvids que visqueren a Euràsia des de l'Eocè superior fins a l'Oligocè inferior, fa entre 28,4 i 37,2 milions d'anys. Se n'han trobat restes fòssils a Espanya, França i Mongòlia. Les espècies d'aquest grup eren dels nimràvids que tenien menys adaptacions de dents de sabre, tot i que mostraven una tendència incipient en aquest sentit. E. edwardsii era igual de gros que el linx roig i E. giganteus atenyia la mida d'un lleopard. Entre els seus parents més propers hi havia Dinailurictis, Dinictis i Pogonodon.